# CD1A
CD1a — трансмембранный белок семейства гликопротеинов CD1, локализованных на поверхности антигенпредставляющих клеток. Продукт гена человека CD1A.

## Функции
CD1a входит в семейство трансмембранных гликопротеинов CD1, которые структурно относятся к белкам главного комплекса гистосовместимости (MHC) и образуют гетеродимеры с β2-микроглобулином. Белки CD1 опосредуют презентацию преимущественно липидных и гликолипидных антигенов бактериального происхождения T-клеткам. В геноме человека гены этого семейства локализованы в кластере 1-й хромосомы. Члены семейства различаются клеточной локализацией и их специфичностью к липидным лигандам. Белок CD1a локализован на клеточной мембране и на рециркулирующих эндосомах системы ранних эндосом. Альтернативный сплайсинг приводит к образованию нескольких изоформ белка, однако их биологическая роль не ясна

## Структура
Зрелая форма белка состоит из 327 аминокислот, молекулярная масса — 37 077 Да. Содержит иммуноглобулиноподобный домен.